# О̃ (слово ћирилице)
О̃ о̃ (искошено: О̃ о̃) је слово ћириличног писма. У свим својим облицима, изгледа тачно као латинично слово Õ (Õ О О о).
О̃ о̃ се користи у хиналушком језику, где представља назални блиски средњи задњи заобљени самогласник .

## Слична слова
- Õ õ: Латинично слово